# Rußbach am Paß Gschütt
Pour les articles homonymes, voir Rußbach.
Rußbach am Paß Gschütt est une commune autrichienne du district de Hallein dans l'État de Salzbourg.